# Antonio Giua
Antonio Giua (Sassari, 11 marzo 1988) è un arbitro di calcio italiano.

## Biografia
Il 24 febbraio 2016 ha conseguito la laurea specialistica in Ingegneria Gestionale all'Università di Pisa; nel periodo degli studi ha fatto parte della sezione della città toscana.

## Carriera
Nato a Sassari, risiede a Calangianus e appartiene alla sezione AIA di Olbia, precedentemente apparteneva alla sezione di Pisa. Arbitro effettivo dal 2002/2003, dopo la gavetta nelle serie minori, muove i primi passi in ambito nazionale.
Il 1º luglio 2010, all'età di 22 anni, viene promosso in Serie D. La prima partita diretta in Serie D è stata Forlì-Venafro.
Il 1º luglio 2013 è promosso ufficialmente alla CAN PRO. L'esordio in Lega Pro avviene il 23 febbraio 2014, nella partita Savona-San Marino, terminata 0-0.. Si alterna tra terza serie e campionato Primavera, e dirige la Supercoppa Primavera 2016.
Il 1º luglio 2017 è promosso alla CAN B. Il primo incontro arbitrato in serie cadetta è stato Ascoli-Pro Vercelli del 3 settembre. Il 22 febbraio 2018 viene insignito del Premio Luca Colosimo come miglior arbitro della Lega Pro 2016-2017; nella stessa data viene designato per la partita di Serie A Bologna-Genoa del sabato successivo, diventando così il primo arbitro sardo a dirigere una gara nella massima serie.  Il 30 maggio 2019 viene designato per la finale di andata dei play off di Serie B Cittadella-Hellas Verona.
Il 3 luglio 2019 viene promosso ufficialmente in CAN A dopo aver diretto 4 gare in massima serie e 30 in Serie B.  Durante la stagione dirigerà 14 partite nel massimo campionato.
Il 1º settembre 2020 viene inserito nell'organico della CAN A-B, nata dall’accorpamento di CAN A e CAN B: dirigerà sia in Serie A che in Serie B. Nella stagione 2020-2021 viene designato in 6 partite del massimo campionato e in 10 in cadetteria.
Nell'ambito di una collaborazione tra l'AIA e la Federazione Cipriota, è VAR in due partite del massimo campionato di Cipro: il 16 ottobre 2022 in Akritas-APOEL Nicosia e il giorno seguente in Apollon Limassol-Aris Limassol.
Al termine della stagione 2022/2023 vanta 42 presenze in Serie A, 10 in Coppa Italia e 57 in Serie B.
Il 1° luglio 2025 viene avvicendato dalla CAN per motivate valutazioni tecniche.